# Pterolophia trichotibialis
Pterolophia trichotibialis là một loài bọ cánh cứng trong họ Cerambycidae.